# 777 – Cosmosophy
777 – Cosmosophy – dziesiąty album francuskiej grupy black metalowej Blut Aus Nord i zarazem trzecia część trylogii 777 (2011–2012). Został wydany 28 września 2012 roku przez Debemus Morti.
Jak we wszystkich częściach trylogii (pozostałe to 777 – Sect(s) i 777 – The Desanctification) utwory nazwane są Epitome i mają przyporządkowane kolejne numery porządkowe w cyfrach rzymskich. Album ma, w porównaniu do dorobku grupy sprzed 2011 roku, bardziej awangardowy charakter, objawiający zainteresowanie ambientem i industrialem. Płyta została uznana za czwarty najlepszy album metalowy roku przez Pitchfork Media.

## Lista utworów
1. "Epitome XIV" - 8:55
2. "Epitome XV" - 6:14
3. "Epitome XVI" - 10:18
4. "Epitome XVII" - 9:27
5. "Epitome XVIII" - 11:01